# NGC 3534A
NGC 3534A في الفهرس العام الجديد، هي مجرة، تقع في كوكبة الأسد. اكتشفت في 18 مارس 1869 بواسطة أوتو فيلهلم فون ستروف.

## روابط خارجية
- NGC 3534A على موقع ويكي سكاي: DSS2, SDSS, GALEX, IRAS, Hydrogen α, X-Ray, Astrophoto, Sky Map, Articles and images